# Хисов сноп
Хисов сноп је скуп ћелија срчаног мишића који служи за електричну спроводљивост. Сноп спроводи електричне импулсе из атрија у срчане коморе, узрукујући контракције срчаних мишића. Хисов сноп почиње на самом завршетку иноатријског чвора. Назив је добио по швајцарком кардиологу Вилиему Хису који их је открио 1893. године.

## Анатомија
Део који раздваја атрију од срчане коморе је састављен од  влакнастог прстена који спречава електричне импулсе. Због тога се електрична проводљивост може одвијати само на нивоу интеренрикуларног септума преко Хисовог снопа. Како би се електрични импулс могао проширити, сноп почиње на самом крају иноатријског чвора и раздваја се како би се спојио са десном и левом срчаном комором. Крајеви снопова се завршавају Пуркињеовим влакнима.

## Патологија
Проблеми са Хисовим снопом могу довести до атриовентрикуларног блока који може бити мање више комплетан. Пацијент са оваквом патологијом може развити колапс или Синкопа (несвестицу). Најбољни начин открића поремећаја је преглед Холтер ЕКГом који прати срце 24 сата.